# چای دارجیلینگ
چای دارجیلینگ، در باغ‌های چای منطقه دارجیلینگ در ایالت بنگال غربی، در شمال هند، در پای کوه‌های هیمالیا، کشت، تولید و فرآوری می‌شود. این چای، هنگامی که دم می‌کشد، عطر و مزه متمایز و رنگ روشنی دارد. داستان چای دارجیلینگ در حدود سال ۱۸۵۰ آغاز شد؛ زمانی که دکتر کمپبل، بذر چای را در باغچه خود در منطقه دارجیلینگ و ۷۰۰۰ فوت بالاتر از سطح دریا به‌طور آزمایشی کاشت. او در پرورش این گیاه موفق بود چرا که دولت، در سال ۱۸۴۷، این منطقه را برای تأسیس گلخانه‌های چای انتخاب کرده بود. دارجیلینگ قبل از آن، تنها یک دهکده کم جمعیت بود که به عنوان یک تفریحگاه توسط ارتش و برخی از مردم مرفه استفاده می‌شد.

## خواص

### آرامش معده
طبق مطالعه ای در سال ۲۰۱۱، چای دارجیلینگ، در مقایسه با سایر چای‌های سیاه مورد آزمایش، حاوی مقادیر زیادی EGCG بود. بر اساس نتایج پژوهش منتشر شده در مجله ANTIMICROBIAL AGENTS AND CHEMOTHERAPY ,EGCG نسبت به دیگر کاتچین‌های چای، قویترین فعالیت ضد باکتری در برابر هلیکوباکتر پیلوری نشان داده‌است. در نمونه‌های حیوانی آلوده به این میکروب، درمان با کاتچین در غلظت ۳۶–۱۰ درصد به‌طور معنی داری خونریزی و فرسایش مخاطی را کاهش داده بود و باکتری هلیکوباکتر پیلوری نیز از بین رفته بود. در سال ۲۰۱۱، "Journal of Medicinal Food" یک مطالعه را در ارتباط با اثر عصاره چای‌های مختلف بر هلیکوباکتر پیلوری، باکتری دخیل در توسعه زخم معده و سرطان معده منتشر کرد. در شرایط آزمایشگاهی عصاره‌ها در برابر هلیکوباکتر پیلوری، بدون آسیب رساندن به باکتری‌های مفید لازم برای هضم سالم، مؤثر بودند. عصاره چای دارجیلینگ و سفید در زمان کوتاه تری نسبت به انواع دیگر چای مؤثر بودند. گفته می‌شود چای دارجیلینگ می‌تواند رژیم غذایی مؤثری برای درمان زخم معده باشد. البته برای اثبات این امر به مطالعات بیشتری نیاز است.

### بهبود عملکرد قلب و عروق
در سال ۲۰۰۸ مطالعه ای که دربارهٔ اثر چای دارجیلینگ بر عملکرد اندوتلیال (لایه داخلی سیستم قلبی و عروقی) انجام و نتایج آن در مجله British Journal of Nutrition منتشر شد نشان داد مصرف چای باعث بهبود عملکرد اندوتلیال می‌شود. محققان، کاتچین‌های چای را مسئول این اثرات مفید می‌دانند. در چای سیاه دارجیلینگ، غلظت کاتچین‌ها به میزان قابل توجهی کمتر از چای سبز دارجیلینگ بود و محتوای کافئین بالاتری نسبت به چای سبز دارجیلینگ داشت.
عملکرد اندوتلیال در پاسخ به هر دو نوع چای سبز و سیاه (دارجیلینگ) در سلول‌های اندوتلیال آئورت گاو و حلقه‌های آئورت رت مورد بررسی قرار گرفت و مشاهده شد که هر دو چای سبز و سیاه به یک میزان و به‌طور قابل توجهی فعالیت آنزیم نیتریک اکسید سنتتاز (آنزیم تولیدکننده مولکول نیتریک اکسید) (عامل گشادکننده عروق) در اندوتلیال را افزایش دادند. برای روشن شدن اینکه آیا این یافته‌ها در انسان نیز قابل اجرا هستند، شل شدن رگ‌های خونی در بیست و یک زن سالم قبل و ۲ ساعت پس از مصرف چای سبز و سیاه دارجیلینگ، در مقایسه با آب (شاهد)، بررسی شد و بر اساس نتایج، مصرف چای دارجیلینگ (سبز و سیاه) منجر به افزایش قابل توجهی در شل شدن رگ‌های خونی (FMD) شد.

### ضد سرطان
در یک مطالعه مقدماتی، آزمایشی قبل از برداشتن پروستات بیمار سرطانی (پروستاتکتومی)، با چای سیاه دارجیلینگ طراحی شد. افزودن عصاره ۵ درصد چای سیاه دارجیلینگ به رژیم غذایی موش نژاد C57BL/6 نشان داد که تئافلاوین‌ها می‌توانند به کبد، پروستات، روده کوچک و بزرگ (کولون) جذب شوند.
در مطالعه انسانی، مشاهده شد که پلی فنل‌های چای در نمونه‌های پروستات مردانی که چای سبز و سیاه استفاده می‌کردند نسبت به گروه کنترل بیشتر بود. در شرایط آزمایشگاهی هم تکثیر سلول‌های سرطانی پروستات، پس از مصرف چای سیاه و سبز کم‌تر بود. این مطالعه انسانی نشان می‌دهد که پلی فنل‌ها و تئافلاوین‌های چای، زیست فراهمی در پروستات دارند که ممکن است در پیشگیری از سرطان پروستات فعال باشند.

### بهبود عملکرد کبد
نتایج مطالعه ای که روی اثر آنتی‌اکسیدانی تئافلاوین‌ها و تئاروبیجین‌های چای سیاه دارجیلینگ بر پراکسیداسیون لیپید در هموژنات بافت کبد را انجام و در ژورنال Biological and Pharmaceutical Bulletin منتشر شد نشان داد تئافلاوین‌ها و تئاروبجین چای سیاه دارجیلینگ در مهار پراکسیداسیون لیپید در شرایط بیولوژیک، همانند اپی کاتچین‌های چای سبز عمل می‌کنند. این فعالیت آنتی‌اکسیدانی قوی چای سیاه دارجیلینگ به کاتچین‌ها، تئافلاوین‌ها و تئاروبجین ارتباط داده می‌شود.

## مواد مؤثر
پلی‌فنول‌ها (کاتچین‌ها، فلاونول‌ها، تئوگالین، تئافلاوین‌ها، تئاروبیگین‌ها، گالیک اسید)، آلکالوییدها (مانند کافئین)، اسیدهای آلی (اگزالیک اسید، مالیک اسید، سیتریک اسید، ایزوسیتریک اسید، سوکسینیک اسید و آسکوربیک اسید) (ویتامین ث)، رنگدانه‌ها (کلروفیل‌ها، کاروتنوییدها)، ترکیبات عطر و طعم فرار (گرانوئیک اسید، چهار نوع لینالول اکسیدها، لینالول، ژرانیول، هگزنوئیک اسید، بنزیل الکل، ۲-فنیل اتانول، ترانس گرانیک اسید، (E) 2- هگزنوئیک اسید، (Z)3- هگزنوئیک اسید، متیل سالیسیلات و ۲٬۶-دی متیل-۳٬۷-اوکتادین-۲٬۶-دیول.

## حد مجاز مصرف
۱ تا ۵ فنجان در روز.

## بهترین زمان مصرف
۲ ساعت پیش یا پس از غذا

## عوارض جانبی
نوشیدن چای سیاه بیش از حد و بیش از پنج فنجان در روز، ممکن است مضر باشد.
بارداری و شیردهی: بیش از ۳ فنجان در روز چای سیاه مصرف نشود. این مقدار چای حدود ۲۰۰ میلی‌گرم کافئین دارد. مصرف بیش از این مقدار در دوران بارداری احتمالاً ناامن است و با افزایش خطر سقط جنین، افزایش خطر ابتلا به سندرم مرگ ناگهانی نوزاد (SIDS) و وزن کم در زمان تولد مرتبط است.
کم خونی: نوشیدن چای سیاه ممکن است کم خونی را در افراد مبتلا به فقر آهن بدتر کند.
مشکلات قلبی: کافئین چای سیاه می‌تواند باعث ضربان قلب نامنظم در افراد خاص شود. افراد مبتلا به بیماری قلبی، با احتیاط کافئین مصرف کنند.
دیابت: کافئین موجود در چای سیاه ممکن است قند خون را تحت تأثیر قرار دهد.
گلوکوم (آب سیاه): نوشیدن چای سیاه کافئین دار، فشار داخل چشم را افزایش می‌دهد. افزایش فشار در عرض ۳۰ دقیقه رخ می‌دهد و حداقل ۹۰ دقیقه طول می‌کشد.
شرایط حساس به هورمون (مانند سرطان پستان، سرطان رحم، سرطان تخمدان): چای سیاه ممکن است مانند استروژن عمل کند. اگر شما در شرایطی هستید که ممکن است استروژن آن را تشدید کند، چای سیاه استفاده نکنید.
پوکی استخوان: نوشیدن زیاد چای سیاه کافئین دار می‌تواند میزان دفع کلسیم در ادرار را افزایش دهد و باعث تضعیف استخوان شود.